# Thomas Ziegler (Zoologe)
Thomas Ziegler (* 17. August 1970 in Bonn) ist ein deutscher Herpetologe. Sein Forschungsschwerpunkt sind die Echsen, Schlangen und Froschlurche Südostasiens.

## Leben
Ziegler begann seine wissenschaftliche Karriere in den 1990er Jahren bei Wolfgang Böhme in Kiel. 1997 revidierte er in Zusammenarbeit mit Böhme die interne Systematik der Gattung Varanus anhand der Hemipenismorphologie. Im Jahr 2000 wurde er mit der Dissertation Untersuchungen zur Herpetofauna eines Tieflandfeuchtwald-Schutzgebietes im südlichen Nordvietnam an der Mathematisch-Naturwissenschaftlichen Fakultät der Universität Bonn zum Dr. rer. nat. promoviert. Diese Doktorarbeit bildete die Grundlage für sein erstes eigenes Buch Die Amphibien und Reptilien eines Tieflandfeuchtwald-Schutzgebietes in Vietnam, das im Jahr 2002 veröffentlicht wurde. 2003 wurde Ziegler Leiter des Kölner Aquariums. In seiner Amtszeit entstanden Zuchtanlagen für seltene Froschlurche aus Südostasien sowie für den Chinesischen Riesensalamander und im Juli 2013 gelang dem Kölner Aquarium die europäische Erstzucht des Philippinen-Krokodils. Seit 1999 führt der Kölner Zoo im vietnamesischen Nationalpark Phong Nha-Ke Bang Forschungs- und Naturschutzprojekte durch, an denen Ziegler maßgeblich beteiligt ist. Seit 2008 ist er Mitglied der IUCN/SSC Amphibian Specialist Group für die südostasiatische Festlandregion. Seine Interessensschwerpunkte umfassen die Biodiversität, die Systematik und die Zoobiologie der südostasiatischen Herpetofauna, insbesondere Amphibien, Warane, Schlangen und Krokodile. Seit 1994 veröffentlichte Ziegler mehr als 260 Fachartikel, die sich hauptsächlich mit der Biodiversität der Herpetofauna beschäftigen. Seit Februar 2009 ist er Dozent am Zoologischen Institut (Biocenter) der Universität zu Köln.
Ziegler ist Mitglied der Deutschen Gesellschaft für Herpetologie und Terrarienkunde und der Societas Europaea Herpetologica.

## Erstbeschreibungen von Thomas Ziegler
Ziegler ist seit 1994 als Co-Autor an zahlreichen Erstbeschreibungen beteiligt gewesen, darunter:
- Achalinus tranganensis Luu, Ziegler, Ha, Lo, Hoang, Ngo, Le, Tran & Nguyen, 2020
- Amolops ottorum Pham, Sung, Pham, Le, Ziegler, and Nguyen, 2019
- Amphiesma andreae Ziegler & Le Khac Quyet, 2006
- Amphiesma leucomystax David, Bain, Quang Truong, Orlov, Vogel, Ngoc Thanh & Ziegler, 2007
- Boiga bourreti Tillack, Ziegler & Le Khac Quyet, 2004
- Buhoma Ziegler, Vences, Glaw & Böhme, 1997
- Calamaria gialaiensis Ziegler, Sang & Truong, 2009
- Calamaria sangi Truong, Koch & Ziegler, 2009
- Calamaria thanhi Ziegler & Quyet, 2005
- Cophoscincopus greeri Böhme, Schmitz & Ziegler, 2000
- Cyrtodactylus bidoupimontis Nazarov, Poyarkov, Orlov, Phung, Nguyen, Hoang & Ziegler, 2012
- Cyrtodactylus bobrovi Nguyen, Le, Van Pham, Te Pham, Ngo, Hoang & Ziegler, 2015
- Cyrtodactylus bugiamapensis Nazarov, Poyarkov, Orlov, Phung, Nguyen, Hoang & Ziegler, 2012
- Cyrtodactylus cattienensis Geissler, Nazarov, Orlov, Böhme, Phung, Nguyen & Ziegler, 2009
- Cyrtodactylus cryptus Heidrich, Rösler, Thanh, Böhme & Ziegler, 2007
- Cyrtodactylus huongsonensis Luu, Nguyen, Do & Ziegler, 2011
- Cyrtodactylus kingsadai Ziegler, Phung, Le & Nguyen, 2013
- Cyrtodactylus otai Nguyen, Le, Van Pham, Te Pham, Ngo, Hoang & Ziegler, 2015
- Cyrtodactylus pageli Schneider, Nguyen, Schmitz, Kingsada, Auer & Ziegler, 2011
- Cyrtodactylus phongnhakebangensis Ziegler, Rösler, Herrmann & Thanh, 2003
- Cyrtodactylus pseudoquadrivirgatus Rösler, Nguyen, Vu, Ngo & Ziegler, 2008
- Cyrtodactylus roesleri Ziegler, Nazarov, Orlov, Nguyen, Vu, Dang, Dinh & Schmitz, 2010
- Cyrtodactylus teyniei David, Nguyen, Schneider & Ziegler, 2011
- Cyrtodactylus wayakonei Nguyen, Kingsada, Rösler, Auer & Ziegler, 2010
- Dixonius aaronbaueri Ngo & Ziegler, 2009
- Fimbrios smithi Ziegler, David, Miralles, van Kien & Truong, 2008
- Gekko adleri Nguyen, Wang, Yang, Lehmann, Le, Ziegler & Bonkowski, 2013
- Gekko boehmei Luu, Calame, Nguyen, Le & Ziegler, 2015
- Gekko bonkowskii Luu, Calame, Nguyen, Le & Ziegler, 2015
- Gekko canhi Rösler, Nguyen, Van Doan, Ho, Nguyen & Ziegler, 2010
- Gekko khunkhamensis Sitthivong et al., 2021
- Gekko scientiadventura Rösler, Ziegler, Vu, Herrmann & Böhme, 2004
- Gekko sengchanthavongi Luu, Calame, Nguyen, Le & Ziegler, 2015
- Gekko truongi Phung & Ziegler, 2011
- Goniurosaurus catbaensis Ziegler, Truong, Schmitz, Stenke & Rösler, 2008
- Gracixalus quyeti Nguyen, Hendrix, Böhme, Vu & Ziegler, 2008
- Gracixalus waza Nguyen, Le, Pham, Nguyen, Bonkowski & Ziegler, 2013
- Leptolalax eos Ohler, Wollenberg, Grosjean, Hendrix, Vences, Ziegler & Dubois, 2011
- Leptolalax nyx Ohler, Wollenberg, Grosjean, Hendrix, Vences, Ziegler & Dubois, 2011
- Lycodon davidi Vogel, Nguyen, Kingsada & Ziegler, 2012
- Lycodon ophiophagus Vogel, David, Pauwels, Sumontha, Norval, Hendrix, Vu & Ziegler, 2009
- Lycodon pictus Janssen, Pham, Ngo, Le, Nguyen, Ziegler, 2019
- Lygosoma boehmei Ziegler, Schmitz, Heidrich, Vu & Nguyen, 2007
- Opisthotropis cucae David, Cuong The Pham, Truong Quang Nguyen & Ziegler, 2011
- Opisthotropis tamdaoensis Ziegler, David & Vu, 2008
- Philautus quyeti Nguyen, Hendrix, Vu, Böhme & Ziegler, 2008
- Protobothrops sieversorum (Ziegler, Herrmann, David, Orlov & Pauwels, 2000)
- Rhacophorus orlovi Ziegler & Köhler, 2001
- Scincella apraefrontalis Nguyen, Nguyen, Böhme & Ziegler, 2010
- Sphenomorphus tonkinensis Nguyen, Schmitz, Nguyen, Orlov, Böhme & Ziegler, 2011
- Theloderma woltersi Ninh, T. T. Nguyen, H. H. Nguyen, Orlov, Le & Ziegler, 2024
- Tropidophorus boehmei Nguyen, Nguyen, Schmitz, Orlov & Ziegler, 2010
- Tropidophorus noggei Ziegler, Thanh & Thanh, 2005
- Varanus caerulivirens Ziegler, Böhme & Philipp, 1999
- Varanus cerambonensis Philipp, Böhme & Ziegler, 1999
- Varanus finschi Böhme, Horn & Ziegler, 1994
- Varanus juxtindicus Böhme, Philipp & Ziegler, 2002
- Varanus lirungensis Koch, Arida, Schmitz, Böhme & Ziegler, 2009
- Varanus melinus Böhme & Ziegler, 1997
- Varanus rainerguentheri Ziegler, Böhme & Schmitz, 2007
- Varanus zugorum Böhme & Ziegler, 2005

## Dedikationsnamen

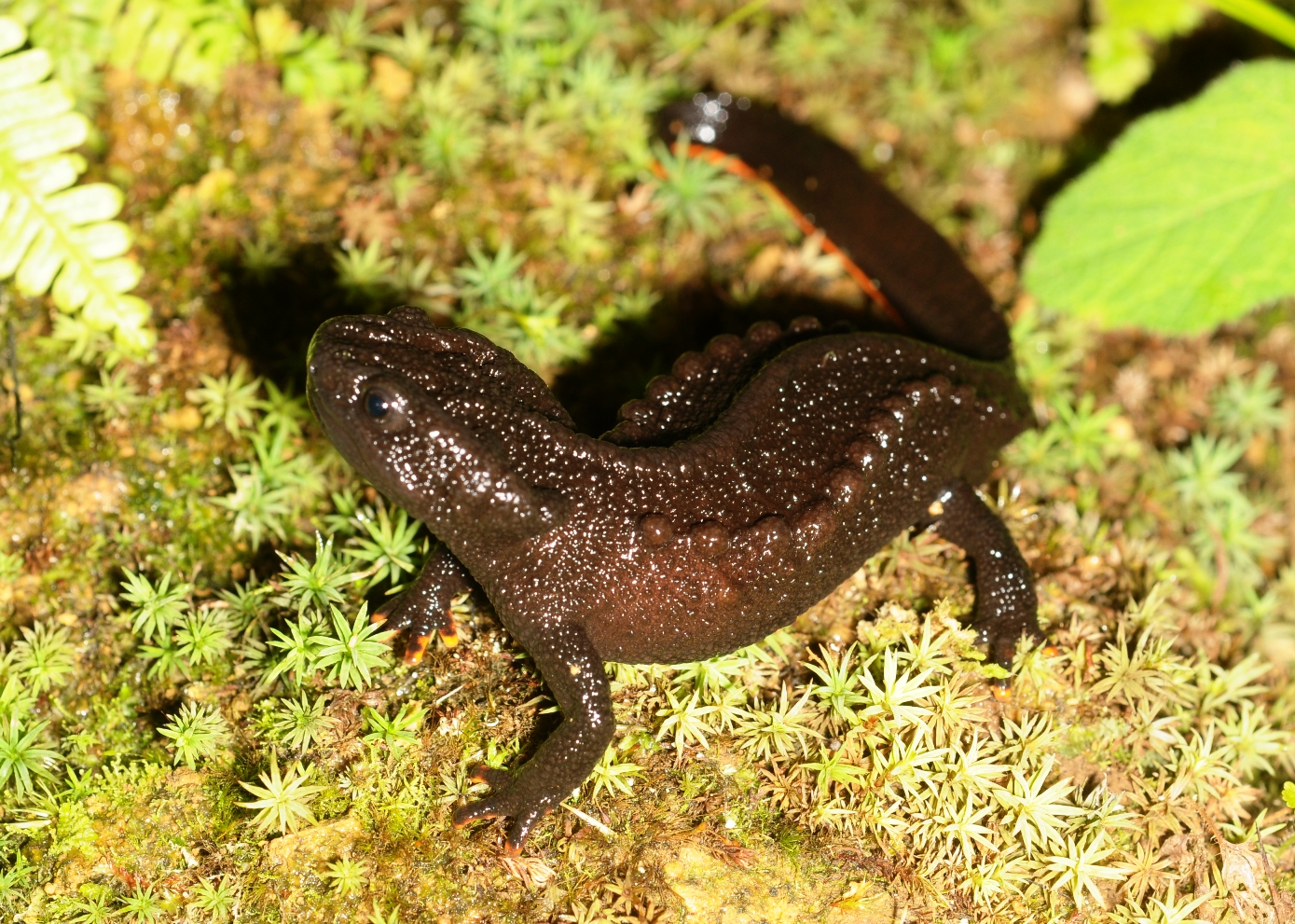
Die Molch-Art Tylototriton ziegleri wurde 2013 zu Ehren von Thomas Ziegler benannt

Nach Ziegler sind drei Arten benannt, darunter Cyrtodactylus ziegleri Nazarov, Orlov, Nguyen & Ho, 2008, Pseudocalotes ziegleri Hallermann, Truong, Orlov & Ananjeva, 2010 und Tylototriton ziegleri Nishikawa, Matsui, Nguyen, 2013.

## Werke (Auswahl)
- Genitalstrukturen und Paarungsbiologie bei squamaten Reptilien, speziell den Platynota, mit Bemerkungen zur Systematik. - Rheinbach : Dt. Ges. für Herpetologie und Terrarienkunde (mit Wolfgang Böhme), 1997
- Herpetologia Bonnensis (mit Wolfgang Bischoff und Wolfgang Böhme), 1997
- Die Amphibien und Reptilien eines Tieflandfeuchtwald-Schutzgebietes in Vietnam, 2002
- Herpetologia Bonnensis II (mit Miguel Vences, Wolfgang Böhme und Jörn Köhler), 2007
- Der Zipfelkrötenfrosch, 2008